# Joseph Winfield Fretz
Joseph Winfield Fretz (* 29. September 1910 in Bedminster Township; † 24. Januar 2005 in North Newton) war ein US-amerikanischer Soziologe.

## Leben
Er war Absolvent des Bluffton Colleges, Bluffton, Ohio, und erhielt einen Bachelor of Divinity am Chicago Theological Seminary sowie einen MA und PhD in Soziologie an der University of Chicago. Am Bethel College in Newton war er von 1942 bis 1963 Professor für Soziologie. Ab 1963 war er 10 Jahre lang bis 1973 Gründungspräsident des Conrad Grebel College. Er unterrichtete weiterhin Soziologie bis zu seiner Pensionierung im Jahr 1979.

## Schriften (Auswahl)
- Contributions of Mennonite mutual aid to a particular Christian community. Chicago 1942, OCLC 254477950.
- Pilgrims in Paraguay. The story of Mennonite colonization in South America. Scottdale 1953, OCLC 1123856116.
- Immigrant Group Settlements in Paraguay. A study in the sociology of colonization. North Newton 1962, OCLC 1576813.
- The Waterloo Mennonites. A community in paradox. Waterloo 1989, ISBN 0-88920-985-5.